# Hiawatha Seiffert
Hiawatha Seiffert (* 1973 in Marburg) ist ein deutscher Künstler und Designer.

## Werk
Er studierte von 2006 bis 2010 an der HAWK Fachhochschule Hildesheim/Holzminden/Göttingen  Metallgestaltung/Design bei Werner Bünck sowie bei Georg Dobler und von 2008 bis 2009 an der Universität für angewandte Kunst Wien im Fachbereich Bildende Kunst bei Otto Lorenz.
Themen seiner Arbeit sind Raum und Zeit, Form und Oberfläche. Als Grundmaterial  verwendet er Metall (Stahl), welches er mit anderen Materialien bzw. Medien in scheinbarer Unvereinbarkeit kombiniert. Bekannt wurde er durch Objektschalen aus geschmiedeten Maschinenketten/teilen  (Fundstücke/Objets trouvés). Seine Arbeiten sind international auf Ausstellungen vertreten und mit Preisen ausgezeichnet, verschiedene Museen haben sie angekauft.

## Auszeichnungen (Auswahl)
- Grassipreis der SK Leipzig, Grassimesse 2010 Leipzig[3]
- Nominierung für WCC-Europe Award 2010 (Finalist), Eunique Arts&Crafts Fair, Karlsruhe 2010
- Förderpreis des Niedersächsischen Staatspreises, Hannover 2010
- Bayerischer Staatspreis, München 2009[4]
- Förderpreis für hervorragende Leistungen von der VH Niedersachsen, 2008
- BKV-Preis 2008 für Junges Kunsthandwerk, 1. Preis, München 2008
- 3fg Award, Förderpreis der Hochschule für angewandte Wissenschaft und Kunst Hildesheim 2007
- Danner-Preis 2017[5]

## Arbeiten in öffentlichen Sammlungen (Auswahl)
- Grassimuseum für angewandte Kunst Leipzig
- Museum für Kunst und Gewerbe Hamburg, Sammlungen Jugendstil und Moderne
- Pinakothek der Moderne, Die Neue Sammlung München
- Schlosspark Stammheim Köln

## Mitgliedschaften
- Bayerischer Kunstgewerbe-Verein
- VESSELS – Künstlergruppe, D
- Hans-Böckler-Stiftung